# Childress
Childress är en stad i den amerikanska delstaten Texas med en yta av 21,5 km² och en folkmängd som uppgår till 6 778 invånare (2000). Childress är administrativ huvudort i Childress County. Både staden och countyt har blivit namngivna efter juristen och statsmannen George Childress.